# BE Circuit 2007/08 (Finale)
Der BE Circuit 2007/08 im Badminton wurde mit einem Finale abgeschlossen. Es fand vom 7. bis zum 8. Juni 2008 in Assen, Niederlande, statt. Es war das vierte Mal, dass ein Circuit von einem Finalturnier gekrönt wurde.

## Ergebnisse

### Herreneinzel

#### Halbfinale
| Datum        | Sieger        | Verlierer         | Ergebnis           |
| ------------ | ------------- | ----------------- | ------------------ |
| 7. Juni 2008 | Marc Zwiebler | Erwin Kehlhoffner | 21 - 13, 21 - 13   |
| 7. Juni 2008 | Ville Lång    | Petr Koukal       | 19-21, 21-7, 21-19 |

#### Finale
| Datum        | Sieger        | Verlierer  | Ergebnis            |
| ------------ | ------------- | ---------- | ------------------- |
| 8. Juni 2008 | Marc Zwiebler | Ville Lång | 21-14, 19-21, 21-19 |

### Dameneinzel

#### Halbfinale
| Datum        | Sieger         | Verlierer      | Ergebnis     |
| ------------ | -------------- | -------------- | ------------ |
| 7. Juni 2008 | Juliane Schenk | Olga Konon     | 21-12, 21-13 |
| 7. Juni 2008 | Kati Tolmoff   | Elizabeth Cann | 21-11, 21-10 |

#### Finale
| Datum        | Sieger         | Verlierer      | Ergebnis     |
| ------------ | -------------- | -------------- | ------------ |
| 8. Juni 2008 | Juliane Schenk | Elizabeth Cann | 21-16, 21-14 |

### Herrendoppel
| Datum        | Sieger                        | Verlierer                   | Ergebnis            |
| ------------ | ----------------------------- | --------------------------- | ------------------- |
| 8. Juni 2008 | Kristof Hopp Ingo Kindervater | Wouter Claes Frédéric Mawet | 16-21, 21-14, 21-16 |

### Damendoppel
| Datum        | Sieger                               | Verlierer                     | Ergebnis            |
| ------------ | ------------------------------------ | ----------------------------- | ------------------- |
| 8. Juni 2008 | Ekaterina Ananina Anastasia Russkikh | Valeria Sorokina Nina Vislova | 19-21, 21-13, 21-15 |

### Mixed
| Datum        | Sieger                            | Verlierer                      | Ergebnis        |
| ------------ | --------------------------------- | ------------------------------ | --------------- |
| 8. Juni 2008 | Alexander Nikolaenko Nina Vislova | Wouter Claes Nathalie Descamps | 21 - 7, 21 - 19 |